# الوقاية من الانتحار
الوقاية من الانتحار أو  التدخل في أزمات الانتحار  هو جهد مباشر لوقف أو منع الأشخاص الذين يحاولون أو يفكرون في الانتحار من قتل أنفسهم. النصيحة الطبية الحالية للاشخاص الذين يحاولون أو يفكرون جديا في الانتحار هي أنهم يجب أن يذهبوا فورا أو أن يؤخذوا إلى أقرب غرفة طوارئ، أو أن يطلبوا خدمات الطوارئ على الفور أو أي شخص على علم بهذه المشكلة ان يطلب تلك الخدمات. الطب الحديث يعالج الانتحار باعتباره مشكلة صحية نفسية. وفقا للممارسة الطبية التفكير بالانتحار جديا أو التخطيط له، هو من حالات الطوارئ الطبية وهذه الحالة تطلب العلاج الطبي على الفور.
في الولايات المتحدة، والأفراد الذين يعبرون عن النية في الحاق الضرر بأنفسهم يتحددوا تلقائيا بنقص في القدرة العقلية الحالية لديهم وإذا رفضوا العلاج، يمكن نقلهم إلى قسم الطوارئ بغير إرادتهم. طبيب الطوارئ هناك يحدد إذا ما كانت الرعاية الداخلية للمرضى في منشأة الرعاية الصحية النفسية واجبة ام لا. يشار إلى هذا في بعض الأحيان إلى أنها «ملزمة». إذا حدد الطبيب ان الرعاية مطلوبة، يبقى المريض داخل المستشفى يبقى تحت الملاحظة حتى تعقد جلسة استماع لتحديد أهلية المريض.
ويعتبر الأفراد الذين يعانون من الاكتئاب مجموعة تتعرض لمخاطر كبيرة نتيجة السلوك الانتحاري. عندما يكون الاكتئاب هو العامل الرئيسي، فان العلاج الناجح للاكتئاب عادة ما يؤدي إلى اختفاء الأفكار الانتحارية. ومع ذلك، فالعلاج الطبي من الاكتئاب ليس دائما ناجح، والاكتئاب مدى الحياة يمكن أن يسهم في تكرار محاولات الانتحار.
أفراد الخدمات الطبية في كثير من الأحيان يتلقون تدريبا خاصا للبحث عن علامات الانتحار في المرضى. الخطوط الساخنة لمنع الانتحار متاحة على نطاق واسع للأشخاص الذين يطلبون المساعدة. ومع ذلك، الاستقبال والرعاية الطبية السلبية الزائدة التي يتلقاها الأشخاص الذين يريدون الانتحار بعد كشف مشاعرهم إلى المهنيين الصحيين (مثل زيادة التهديدات لإضفاء الطابع المؤسسي، جرعات زائدة من الدواء، وصمة العار الاجتماعية) قد يجعل المرضى يظلوا أكثر تحفظا عن تاريخهم بالصحة العقلية أو أفكارهم ودوافعهم الانتحارية.

## الإسعافات الأولية للأفكار الانتحارية
العاملون في المهن الطبية ينصحون أن يتم تشجيع الناس الذين عبروا عن خطط لقتل أنفسهم إلى التماس العناية الطبية على الفور. خاصة إذا كان يتوفر لديهم (الأسلحة والمخدرات، أو غيرها من الوسائل)، أو إذا كان المريض قد وضع خطة مفصلة لتنفيذ الانتحار. خبراء بمجال الصحة العقلية يقترحون على الناس الذين يعرفون شخصا يشتبهون في أنه مقبل على الانتحار يمكن أن يقدموا له المساعدة عن طريق طرح أسئلة مباشرة إذا كان الشخص لديه التفكير في الانتحار أو ترتيبات محددة، أو موعد محدد، وما إلى ذلك. طرح مثل هذا السؤال لا يجعل من الشخص غير الانتحارى يقبل عل الانتحار. ووفقا لهذه المشورة، الشخص الذي يطرح هذه الاسئلة ينبغي أن يسعى إلى التفاهم وأن يجعل الشخص المقبل عل الانتحار أن يشعر به قبل كل شيء لأن الشخص المقبل على الانتحار غالبا ما يشعر فعلا بالخجل أو بالذنب تجاه التفكير في الانتحار لذا ينبغي الحرص على ألا يؤدي هذا النقاش إلى تفاقم الشعور بالذنب.
خبراء بمجال الصحة العقلية يشيرون إلى أن الرد بالإيجاب على هذه الأسئلة ينبغي أن يحفز السعي الفوري للعناية الطبية، سواء من طبيب، أو، إذا كان غير متوفر، غرفة الطوارئ في أقرب مستشفى.
إذا فشل الإجراء السابق، مهنيي الصحة النفسية يقترحون ادخال الموظفين المكلفين بتنفيذ القانون في الامر. في حين أن الشرطة ليس لديها دائما السلطة لوقف محاولة الانتحار نفسها، كما في بعض البلدان بما في ذلك بعض الولايات القضائية في الولايات المتحدة، قتل النفس غير قانوني.
في معظم الحالات الموظفين المكلفين بتنفيذ القانون لا يملكون السلطة على الزام الأشخاص بالذهاب إلى مراكز رعاية الصحة النفسية. عادة يتطلب أمر من المحكمة للقيام بهذا، ولكن إذا كان الضابط يشعر ان الشخص في خطر داهم له / لها أن يأمر بهذا الالتزام دون انتظار أمر من المحكمة. وتعتبر هذه الالتزامات لفترة محدودة، مثل 72 ساعة—والتي يراد بها أن تكون وقتا كافيا للطبيب لمعرفة الشخص وإجراء تقييم. بعد هذه الفترة الأولية، يتم عقد جلسة استماع فيها يقرر القاضي أن يطلق سراح الشخص أو يمدد وقت العلاج. بعد ذلك، يتم اطلاع المحكمة بحالة الشخص ويمكن أن تفرج عنه عندما تشعر أن الوقت قد حان للقيام بذلك. العقوبات القانونية لمحاولات الانتحار نادرة للغاية.

## العلاج النفسي
العلاج، غالبا ما يتضمن الادوية، وتقديم المشورة والعلاج النفسي، ويستهدف الأسباب الكامنة وراء التفكير في الانتحار. الاكتئاب هو السبب الأكثر شيوعا ويمكن علاجه، الكحول وتعاطي المخدرات من ضمن الأسباب الرئيسية الأخرى.
الاضطرابات النفسية الأخرى المرتبطة بالتفكير في الانتحار تشمل الاضطراب الثنائي القطب وانفصام الشخصية، و اضطراب في حدود القدرة الشخصية، اضطراب الهوية الجنس واضطرابات الأكل. الأفكار الانتحارية التي تاتى نتيجة الأزمات تستقر مع الوقت، وتقديم المشورة. يمكن للاكتئاب الشديد ان يستمر طوال الحياة حتى مع العلاج وينتج عنه محاولات الانتحار المتكررة أو التفكير المتكرر في الانتحار.
أساليب تعطيل التفكير في الانتحار تشمل وجود أفراد الأسرة أو الأصدقاء وأخبار الشخص الذي يفكر في الانتحار حول الأشخاص الآخرين الذين سيحزنون لفقدانه، فضلا عن توضيح جوانب قيمة من حياة المريض، وإثارة الفضول داخله حول مستقبله.
خلال هذه المرحلة الحادة، سلامة الشخص هو واحد من العوامل الرئيسية التي ينظر إليها الأطباء، وهذا يمكن ان يؤدي إلى القبول في جناح المرضى النفسيين أو حتى الحجز اللاإرادي.
وفقا للتجربة العشوائية المنضبطة عام 2005 بواسطة غريغوري براون، آرون بيك وغيرها، العلاج الإدراكي يقليل تكرار محاولات الانتحار بنسبة 50 ٪.

### الوقاية من الانتحار
خبراء بمجال الصحة العقلية اقترحوا استراتيجيات مختلفة لمنع حدوث الانتحار:
- تعزيز المرونة العقلية من خلال التفاؤل والترابط.
- التعليم عن الانتحار، بما في ذلك عوامل الخطر، وعلامات التحذير، وتوفير المساعدة.
- زيادة كفاءة الخدمات الصحية والرعاية الاجتماعية في الاستجابة للمحتاجين. وهذا يشمل تدريب أفضل للعاملين في الصحة وتوظيف منظمات لتقديم المشورة في الأزمات.
- الحد من العنف المنزلي، وإساءة استعمال المواد المخدرة، والطلاق ووضع استراتيجيات طويلة الأجل للحد من العديد من مشاكل الصحة العقلية.
- الحد من فرص الحصول على وسائل تسهل الانتحار (على سبيل المثال، والمواد السامة، والمسدسات).
- تخفيض كمية الجرعات من الأدوية في حزم الوصفات غير الطبية مثل والأسبرين.
- التدخلات تستهدف الفئات المعرضة للخطر.

### البحوث بشأن الوقاية من الانتحار
البحوث في مجال الانتحار تنشر ' على نطاق واسع من المجلات المخصصة [[بوابة:الاقتصاد|للعلوم الاقتصادية والنفسية]] والطبية والاجتماعية و البيولوجية. بالإضافة إلى تلك، حديثا خصصت بعض المجلات القليلة لدراسة الانتحار (suicidology)، وأبرزها، الأزمات  ، والانتحار والسلولك المهدد للحياة  ، والارشيف لأبحاث الانتحار.

## وصلات خارجية
- القضاء على الانتحار تعزيز الوعي ضد الانتحار ودعم الوقاية من الانتحار
- المساعدة في منع الانتحار  بوابة للنصوص، خطوط ساخنة، وغيرها من المواقع المخصصة للمتألمون ومزودو الرعاية للأزمات الانتحارية.
- شريان الحياة الدولى لمنع الانتحار
- الخطوط الساخنة الدولية (الولايات المتحدة) لمنع الانتحار  يوفر أرقام الهاتف للوصول إلى مستشارين التدخل في الأزمات، ونصوص قصيرة لمساعدة الناس في حالات الأزمات.